# Ramusella filigera
Ramusella filigera är en kvalsterart som först beskrevs av Sandór Mahunka 1985.  Ramusella filigera ingår i släktet Ramusella och familjen Oppiidae. Inga underarter finns listade i Catalogue of Life.